# Borsite calcaneare inferiore
Per  Borsite calcaneare inferiore  in campo medico, si intende una forma particolare di borsite che si sviluppa nel calcagno inferiore, al limite della fascia plantare.

## Sintomatologia
Fra i sintomi e segni clinici si riscontra dolore, che aumenta in prossimità del tallone, bruciore e segni di tumefazione. Levarsi le calzature prova un primo sollievo.

## Esami
La persona riferisce i sintomi e gli ultimi accadimenti al medico attraverso l'anamnesi, che solitamente è sufficiente per una corretta diagnosi.

## Terapia
Il trattamento è farmacologico, si somministrano antibiotici e corticosterodi.